# Basi (jättepanda)

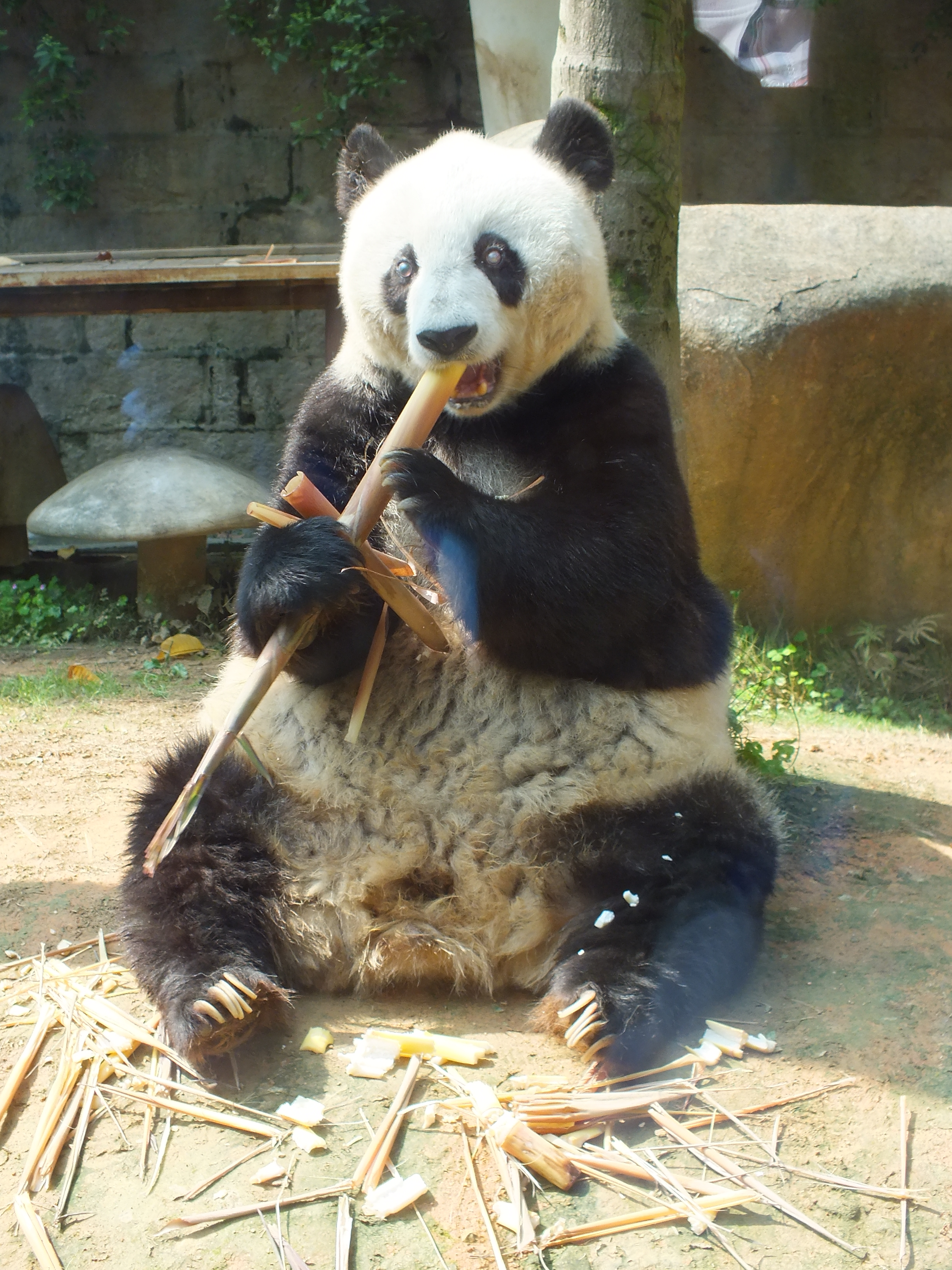
Basi äter bambu 2012.

Basi (kinesiska:巴斯), född 1980 i sydvästra Kina, död 13 september 2017 i Fuzhou i Fujian var en jättepandahona som mellan 2016 och sin död var världens äldsta jättepanda.
Basi fick sitt namn efter den dal hon hittades i som fyra- eller femåring. Basidalen ligger i Baoxing i Sichuanprovinsen. Den unga pandan svälte då bambun blommade sent 1984 och efter att ha jagats ned i den iskalla floden av en hyena flöt hon medvetslös med strömmen. När hon flöt förbi fälten där Li Xingyu arbetade fick hon syn på pandan och drog upp henne ur vattnet.
Hon fick sedan bo i naturreservatet i Fengtongzhai i Sichuan innan hon flyttades till djurparken Panda World i Fuzhou, huvudstaden i Fujian-provinsen som blev hennes hem från 1985 fram till hennes död. Där fick hon bland annat lära sig cykla, lyfta vikter och kasta basketbollar i en basketkorg. Under ett halvår 1987 fick hon resa utomlands när hon lånades ut till San Diego Zoo. Hennes uppträdanden lockade cirka 2,5 miljoner besökare under perioden hon vistades i USA och över 750 nyhetsföretag från nio länder publicerade över 20000 reportage relaterade till henne.
Basi blev berömd i Kina när hon 1990 valdes till prototyp för maskoten Pan Pan som var symbol för asiatiska spelen i Peking samma år. Hon blev med tiden lite av en stjärna och hennes födelsedagar firades ofta offentligt. Basi avled den 13 september 2017 efter att ha lidit av hälsoproblem, bland annat skrumplever och njursvikt, sedan i juni samma år. Ett museum planeras byggas till hennes ära.